# Cerkiew Ścięcia Głowy św. Jana Chrzciciela w Wiszniowie
Cerkiew pw. Ścięcia Głowy św. Jana Chrzciciela w Wiszniowie – dawna cerkiew unicka i prawosławna, należąca do dekanatu tyszowieckiego. Obecnie kościół parafialny obrządku rzymskokatolickiego pw. św. Stanisława Biskupa i Męczennika, leżący w gminie Mircze w powiecie hrubieszowskim.

## Historia

### Okres unicki i prawosławny
W 1434 roku notowano we wsi kaplicę (capella), której kapelanem był Jan Mikołaj Grąbiec. Występował on w źródłach jako właściciel wsi aż do roku 1482. Pierwsza wzmianka o cerkwi prawosławnej pochodzi z 1472 roku, cerkiew unicka istniała przed 1669 rokiem, a w 1760 roku notowano cerkiew drewnianą parafialną pw. Ścięcia Głowy św. Jana Chrzciciela. Należała ona do dekanatu tyszowieckiego. W 1840 roku w skład parafii wchodziły jeszcze Wereszyn i Radostów, pod koniec wieku XIX do parafii należały cerkwie filialne z Radostowa i Wereszyna.
Pierwsza wzmianka o cerkwi pojawiła się w rejestrze poborowym z 1472 roku. Rejestr poborowy z 1531 roku notował w Wiszniowie cerkiew pustą "sinagoga deserta". W drugiej połowie XVII wieku wieś uległa zniszczeniu "od nieprzyjaciela Koronnego". Prawdopodobnie zniszczeniu uległa wówczas cerkiew, gdyż już w 1669 roku wybudowano nową cerkiew z fundacji króla Michała Korybuta Wiśniowieckiego. 

### Okres unicki
W  1732  roku  cerkiew  wizytował komisarz, wyznaczony przez biskupa chełmskiego, ks. Józef Ostaszewski wraz z ks.  Mikołajem  Sarabkiewiczem.  Cerkiew  była " w dobrym stanie i dobrze opatrzona”. Parochem cerkwi był wówczas ks.Teodor Wilkiewicz. Kolatorem cerkwi starosta bełski Mikołaj Koc. Według spisu z 1760 roku była to drewniana cerkiew parafialna pw. Ścięcia Głowy św. Jana Chrzciciela, należąca do dekanatu tyszowieckiego. W 1775 roku odbyła się kolejna wizytacja parafii, właścicielami Wiszniowa byli wówczas Michał Radecki i Franciszek Świeżawski, a parochem cerkwi był ks. Grzegorz Chraszczewski.  Cerkiew była "w ścianach dobra w oknach dachach reparacji potrzebująca. Wewnątrz ołtarzami, obrazami przyozdobiona". Radecki i Świeżawski byli fundatorami nowej cerkwi, którą źródła datują na 1780 r.
W 1840 roku parafia liczyła 724 parafian. W latach 1865–1874 administratorem parafii był ks. Julian Malczyński, a od 1874 roku ks. Kornel Ferencewicz. W 1879 roku administratorem parafii był Jan Majewski. 

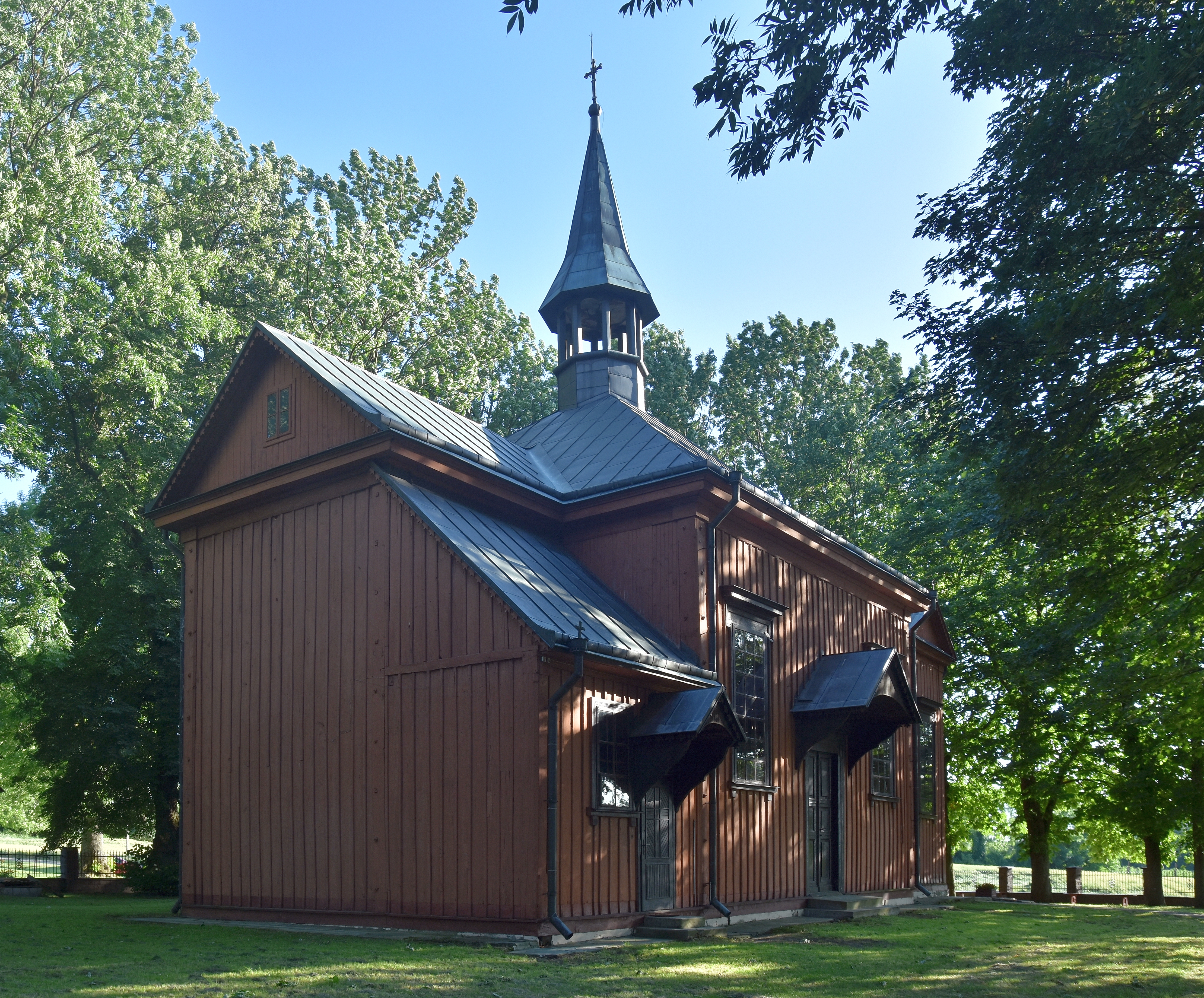
Widok od strony sanktuarium

W 1850 roku wybudowano z fundacji Władysława Kiełczewskiego drewnianą cerkiew w stylu bizantyjsko-rosyjskim, ulokowaną na lekkim wzniesieniu, która istnieje do dziś. W 1872 roku parafia greckokatolicka liczyła 991 wiernych.

### Okres prawosławny
W 1875 roku unicka diecezja chełmska została zlikwidowana, a cerkiew zamieniona na prawosławną, a następnie przebudowana. W związku z tym ludność administracyjnie została zaliczona w poczet wyznawców prawosławia. Dopiero w 1905 roku ukaz tolerancyjny umożliwił niechętnym temu wyznaniu byłym unitom i ich potomkom zmianę wyznania na rzymskokatolickie.
W 1904 roku administratorem parafii był Marceli Łopatyński. W 1906 roku  biskup  diecezji  chełmsko-lubelskiej Eulogiusz (Gieorgijewski) przeprowadził wizytację cerkwi w Wiszniowie. Parafia prawosławna istniała do 1915 roku, kiedy ludność ukraińska została przeniesiona w głąb Rosji. Cerkiew od tego czasu stała pusta. 

### Okres katolicki
16 czerwca 1919 roku Minister Rolnictwa i Dóbr Państwowych wydał rozporządzenie, na mocy którego ustanowiono zarząd państwowy nad majątkiem pocerkiewnym w dawnym Królestwie Polskim. Na podstawie tego rozporządzenia cerkiew w Wiszniowie została objęta zarządem państwowym przez Zarząd Okręgu Dóbr Państwowych w Radomiu. W tym samym roku Kuria Diecezjalna Lubelska upoważniła administratora parafii Gródek do poświęcenia cerkwi w Wiszniowie. 5 lipca 1922 roku biskup lubelski Marian Leon Fulman erygował nową parafię rzymskokatolicką pw. św. Stanisława, cerkiew rekoncyliowano i przeznaczono na kościół parafialny.

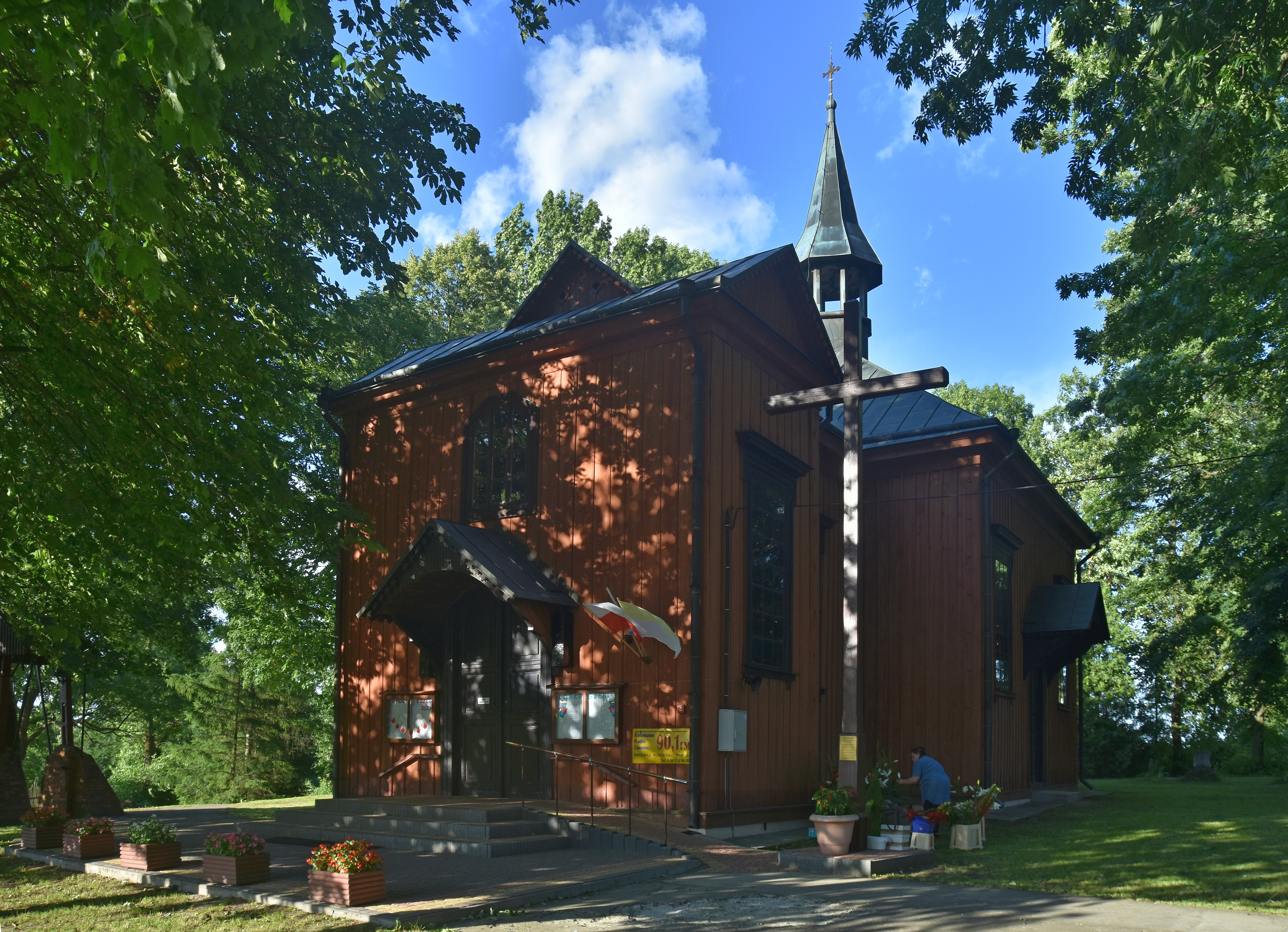
Elewacja zachodnia

W 1922 roku świątynię odnowiono i przekształcono, z zatarciem cech stylowych. Bryłę świątyni zniekształcono przebudowami. Swój pierwotny wygląd zmieniła w 1954 roku. Kolejny remont przeprowadzono w 1987 roku.

## Administratorzy i proboszczowie parafii greckokatolickiej[11]
- Teodor Wilkiewicz
- Grzegorz Chraszczewski
- Jan Witusowski
- Julian Malczyński[15]
- Kornel Ferencewicz[3]

## Administratorzy i proboszczowie parafii prawosławnej[11]
- Jan Majewski
- Marceli Łopatyński

## Ochrona konserwatorska[16]
Świątynia oraz przykościelny cmentarz z drzewostanem z XIX wieku są objęte ochroną konserwatorską, nr A/295 z 18.10.1986. Kościół stoi pośrodku prostokątnej działki o wymiarach 60 x 40 m ogrodzonej płotem. W obrębie ogrodzenia, na wschód od świątyni znajduje się pojedynczy kamienny nagrobek z czasów funkcjonowania cmentarza przykościelnego. Ma elipsoidalny kształt, stoi na stylobacie, nie zachowały się napisy. Wzdłuż ogrodzenia znajduje się nasadzenie o cechach zabytkowych. Są to klony jawory, klony zwyczajne, jesiony wyniosłe, lipy drobnolistne. Kilkadziesiąt metrów na południe znajduje się pozostałość zabytkowej alei jesionowej wzdłuż drogi do pobliskiego Radostowa. Obok kościoła znajduje się budynek dawnej drewnianej szkoły powszechnej z końca XIX wieku objęty częściową ochroną konserwatorską.

## Istniejące akta stanu cywilnego parafii prawosławnej w Wiszniowie[17]
- Akta urodzeń 1876–1911
- Akta małżeństw 1876–1877, 1883, 1886–1892, 1894–1901, 1903–1911
- Rejestr małżeństw 1902
- Akta zgonów 1876–1877, 1883, 1886–1893, 1895–1911

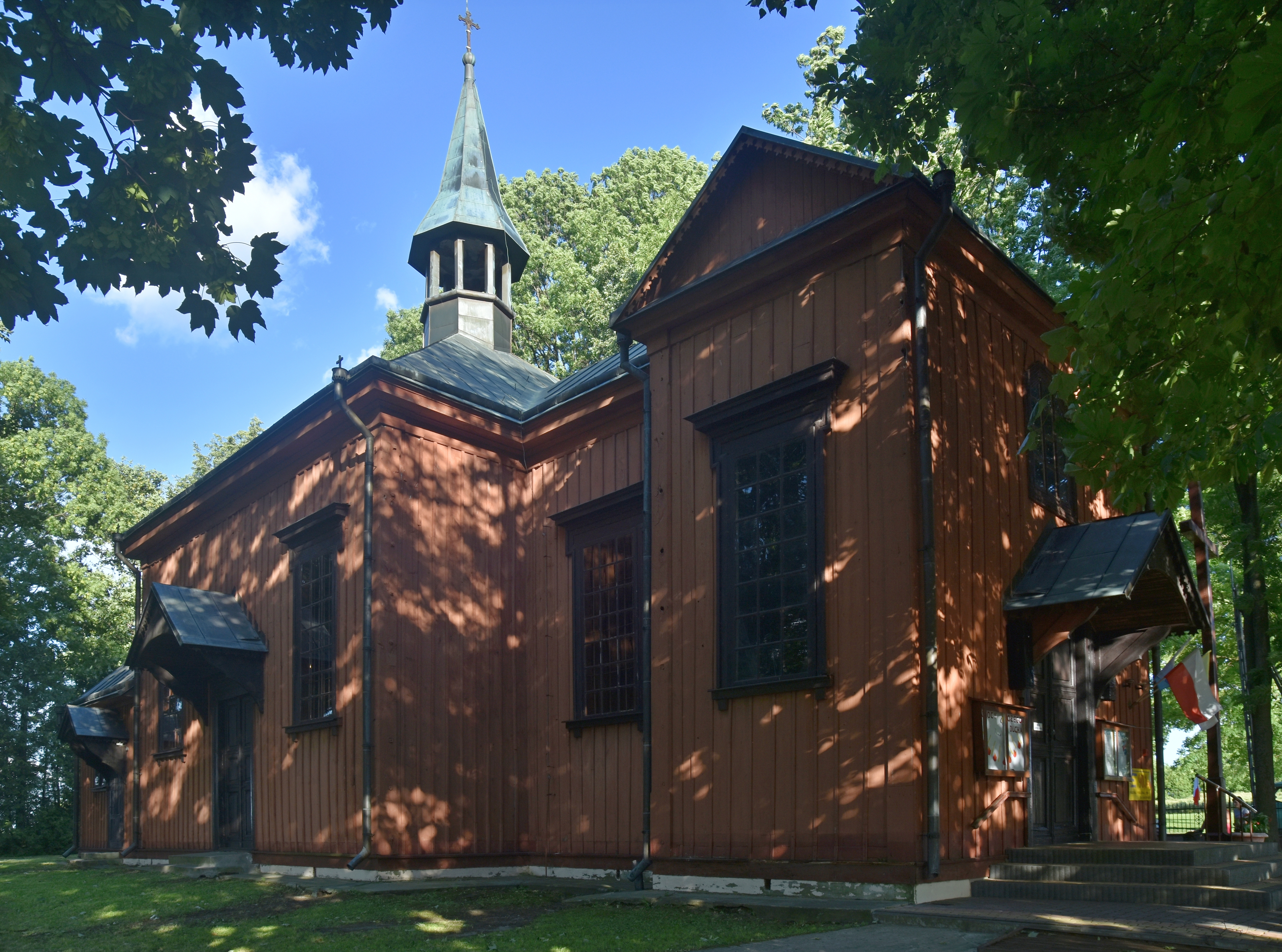
Elewacja parkowa
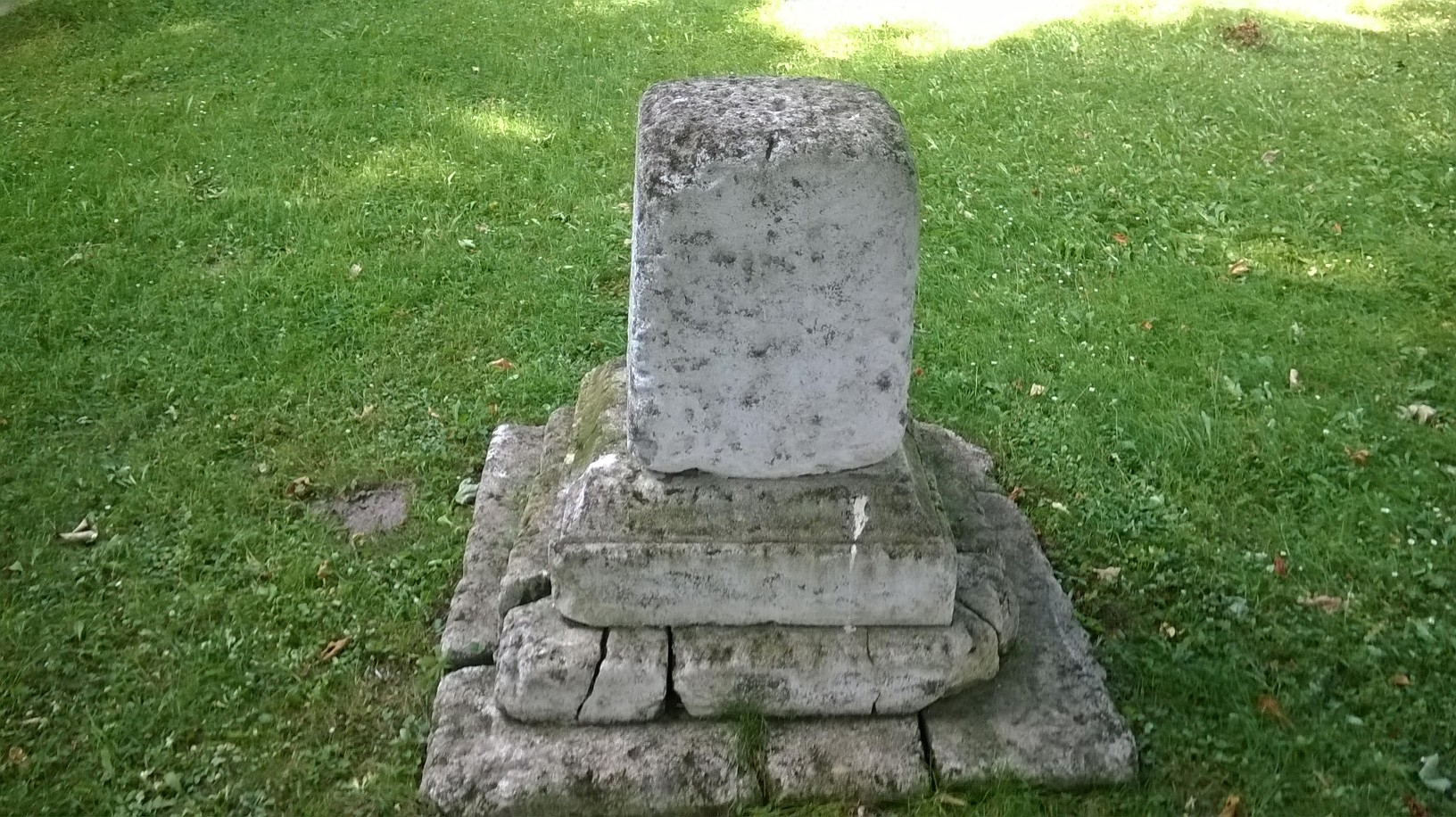
Cmentarz przykościelny obrządku wschodniego
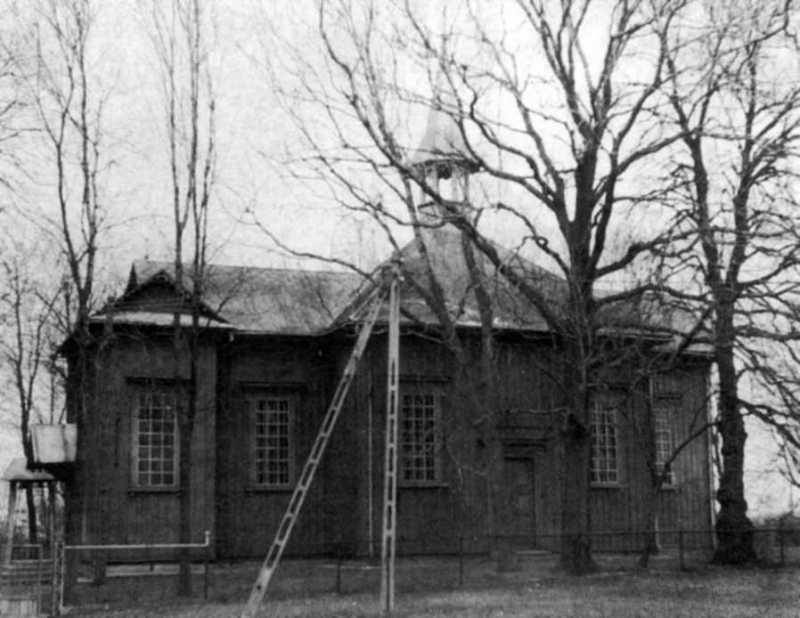
Świątynia w latach 80. XX wieku